# Tom Hops
Walter Tom Hops, auch Tom Walter Hops (* 6. Mai 1906 in Hamburg; † 23. Januar 1976 ebenda), war ein deutscher Maler und Grafiker der Verschollenen Generation.

## Leben

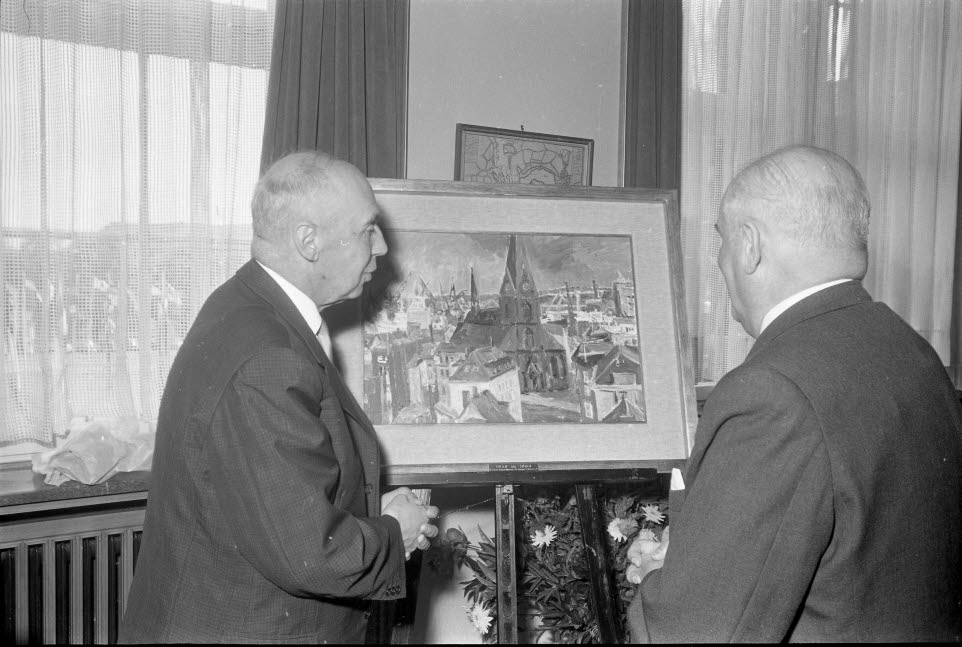
Am Ende seiner Amtszeit erhielt 1963 der Kieler Bürgermeister Herbert Fuchs im Kieler Rathaus ein Gemälde von Tom Hops als Abschiedsgeschenk. Links neben ihm der Kieler Oberbürgermeister Hans Müthling. Das Gemälde zeigt unter anderem die Kieler Hauptkirche St. Nikolai.

Tom Hops wurde in seiner Kindheit von seiner musischen Mutter geprägt, die ihn früh in die Hamburger Kunsthalle mitnahm und ihn ans Zeichnen heranführte. Nach der Schulzeit absolvierte er eine kaufmännische Lehre im Im- und Export. Anschließend fuhr er 1926 und 1927 als Zahlmeister bei der Woermann-Linie zur See und malte und zeichnete nebenbei. 1928 zog er nach Berlin und entschied sich für die Malerei, die er sich autodidaktisch aneignete, da er von der Preußischen Akademie der Künste abgelehnt wurde. Im selben Jahr erfolgte eine Reise nach Italien. Um 1930 wurde er von Berliner Galeristen gefördert, wie zum Beispiel von Alfred Flechtheim, bei dem er ein und ausging.
Ab 1933 war er wieder in Hamburg ansässig. Ab spätestens 1935 wohnte er in der Schlankreye 59 in Hamburg-Harvestehude und ab 1936 oder 1937 in der Fuhlsbüttler Straße 288 in Hamburg-Barmbek-Nord. 1936 und 1938 erhielt er zwei Stipendien der Erdwin-Amsinck-Stiftung. Im Zweiten Weltkrieg wurde er 1940 der Kriegsmarine zugeteilt und war dort Leutnant zur See, unter anderem in der Biskaya. 1943 erhielt er den Albrecht-Dürer-Preis der Stadt Nürnberg. Nach dem Krieg war er Mitglied der unter anderen von Martin Irwahn und Richard Steffen gegründeten Künstlergemeinschaft Hamburger Gruppe 1945, der auch Willi Breest, Ernst Flege (1898–1965), Fritz Husmann (1896–1982), Peter Luksch (1901–1988, Sohn von Richard Luksch und Elena Luksch-Makowsky), Max Hermann Mahlmann, Hanns Müller-Dünwald (1900–1955), Franz Nespethal (1912–1993), Kurt Priegnitz (auch Kurth und Prignitz, 1914–1983), Hermann Schütte (1893–1973), Walter Siebelist, K. R. H. Sonderborg, Hildegard Stromberger (1904–1985), Johannes Ufer und Ernst Witt (1901–1977) angehörten. Er wurde zudem auch Mitglied des Rotary Club Hamburg, in dem er sehr engagiert war. Er stand auch in Kontakt zu Gisela Kühler-Balcke, die eine Porträtbüste von ihm anfertigte.
Ab 1945 hatte Tom Hops einen Schüler, der Maler und Grafiker Diether Kressel lernte bei ihm das Aquarellieren. Neben dem Malen engagierte Tom Hops sich auch politisch und ließ sich für die FDP in die Kulturdeputation berufen. Um 1951 folgte auf Einladung des Reeders der Nordfriesischen Reederei Konsul Thomas Entz-von Zerssen eine zweimonatige Schiffsreise. Diese und andere Reisen führten ihn unter anderem nach Frankreich, England, Spanien, Italien, Marokko, Istanbul sowie in die Schweiz und die USA. Aber auch innerhalb Deutschlands trat er viele Reisen an. Die Insel Sylt besuchte er regelmäßig. In Niebüll restaurierte er einmal in einer Gaststätte das Wandgemälde Bierkönig des Malers Carl Ludwig Jessen, das 2014 im Andersen-Hüs in Klockries, in der Gemeinde Risum-Lindholm einen neuen Platz fand. 1955 zog er in die Hallerstraße 1d, in eines der Grindelhochhäuser in Hamburg-Harvestehude. Tom Hops wohnte Tür an Tür mit dem Komponisten und Intendanten Rolf Liebermann. In einem der Grindelhochhäuser, in der Hallerstraße 5a wohnte auch der Bildhauer Fritz Fleer, mit dem Hops befreundet war. Auch der Maler Arnold Fiedler wohnte in einem der Grindelhochhäuser, am Grindelberg 60 im 9. Stock.
In den 1950er und 1960er Jahren galt Tom Hops als so etwas wie ein „Botschafter Hamburgs“, da viele seiner farbenfrohen Hamburg-Ansichten durch den Hamburger Senat und als Auftragswerke unter anderem von Banken, Reedereien, Industrieunternehmen, wie Shell, in zahlreichen internationalen Großstädten wie Rio de Janeiro, Helsinki, Warschau und Paris verschenkt wurden. 1960 wurde ihm der Edwin-Scharff-Preis der Stadt Hamburg verliehen, wie auch Martin Irwahn. 1974 wurde er zum Professor ernannt. Neben Ölgemälden, Aquarellen, Gouachen und Faserstiftzeichnungen schuf Tom Hops auch Kunst in öffentlichen Räumen, wie Glasmosaikfenster, Wandgemälde, eine Kachelstele und ein Keramikmosaik. Von seinen Lithografien erschienen einige bei der Griffelkunst-Vereinigung Langenhorn.

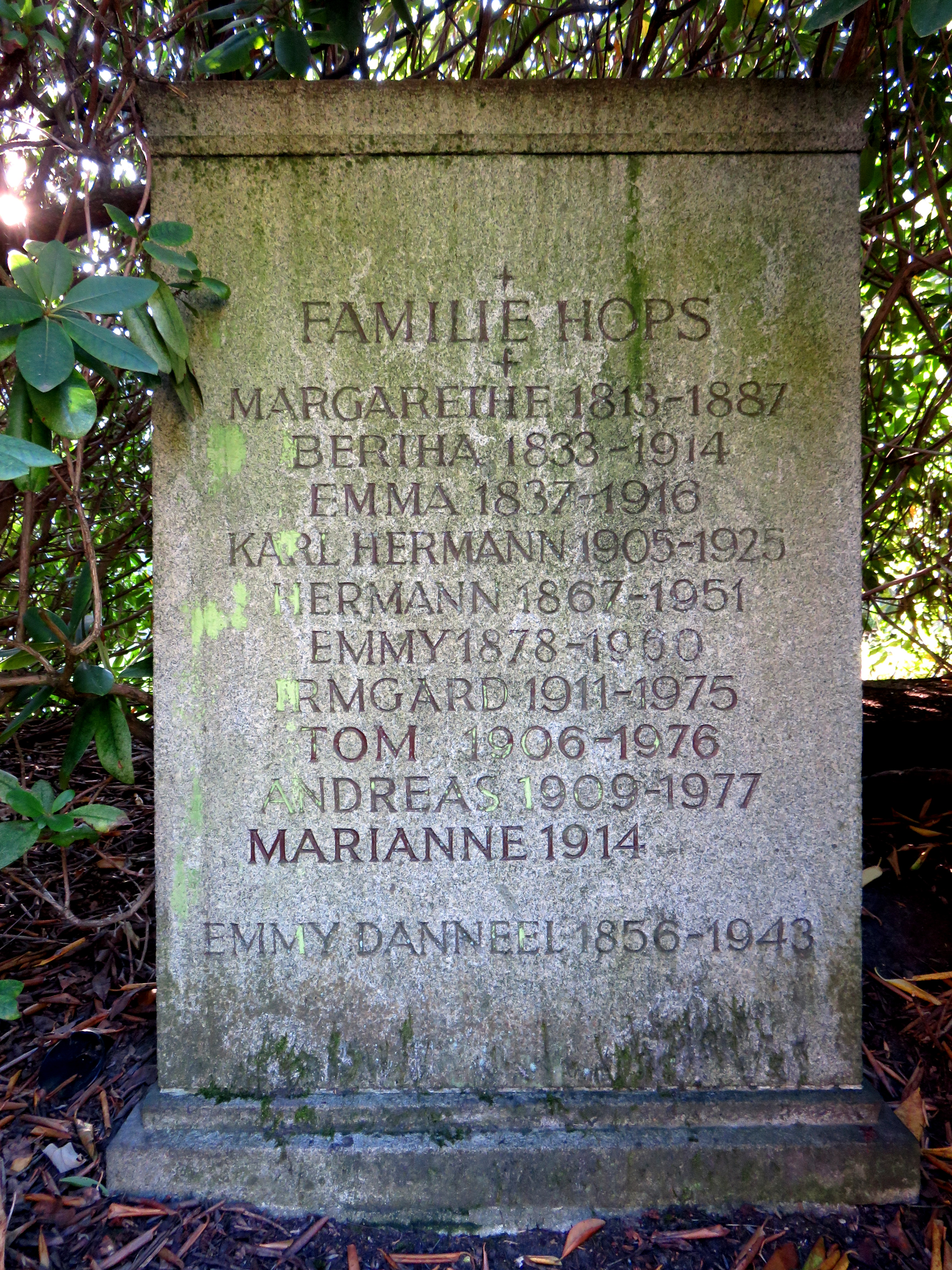
Familiengrab Hops, Friedhof Ohlsdorf

Tom Hops wurde 1976 auf dem Ohlsdorfer Friedhof in Hamburg, Planquadrat AA 5, beigesetzt.
Tom Hops, der auch Nachkommen hat, ist unter anderem mit Werken in den Sammlungen der Hamburger Kunsthalle, des Altonaer Museums in Hamburg, der Kunsthalle Bremen, des Stadtmuseums Warleberger Hof in Kiel, des Pinneberg Museums, des Museumsberges Flensburg, des Museum Rade am Schloss Reinbek und der Osten World Gallery of Drawings in Skopje vertreten sowie in der Sammlungen von Gerhard Schneider, Hermann-Josef Bunte, in der Sammlung Deutsche Bank, den Sammlungen der Deutschen Bundesbank, in Hamburg, der Hamburger Sparkasse, der Behörde für Kultur und Medien, des NDR, der BBC und der SAGA Unternehmensgruppe, mit mindestens mit 15 Werken.
Anfang Januar 2017 wurden die ca. 400 Teile des Keramikmosaiks von Tom Hops aus dem Jahre 1971 nummeriert, von der Wand des ehemaligen Ortsamtes in Hamburg-Fuhlsbüttel in der Hummelsbütteler Landstraße 46 entfernt, von der mehrere Zentimeter dicken Schicht alten Mörtels auf den Rückseiten befreit und im Sitzungssaal des vom Bezirk Hamburg-Nord gemieteten Gebäudes Tangstedter Landstraße 6 in Hamburg-Langenhorn mit Fliesenkleber angebracht. Für die Anfertigung des Mosaiks erhielt Tom Hops damals 30.000 DM. Die Abnahme, Reinigung, den Transport und die Anbringung der Mosaikteile übernahm auf ihre Kosten die Langenhorner Peter Ahrens Bauunternehmen GmbH, der beide Häuser gehören und an der Hummelsbütteler Landstraße baut und umbaut. Zwei Mitarbeiter der Firma sollen insgesamt rund 500 Stunden für dieses Projekt gebraucht haben.

## Rezeption
Am 22. August 2010 wurde eine Folge der Sendung Lieb & Teuer des NDR ausgestrahlt, die von Ann-Katrin Schröder moderiert wurde. Darin wurde unter anderem ein Ölgemälde einer norddeutschen Flusslandschaft besprochen, die einst von Tom Hops auf Malpappe gemalt wurde.

## Ausstellungen (Auswahl)
Einzelausstellungen
- 1956: Tom Hops, Hamburger Kunsthalle
- 1960: Ausstellung der neuen Arbeiten von Tom Hops in der Galerie Commeter, Hamburg
- 1966: Retrospektive Ausstellung zum 60. Geburtstags in der Galerie Commeter, Hamburg
- 1968: Tom Hops – Aquarelle, Zeichnungen, Graphik, Galerie Ernst Hauswedell, Baden-Baden
- 1971: Landschaften und Stadtlandschaften, Retrospektive Ausstellung, anlässlich seines 65. Geburtstages im BAT-Haus, Esplanade, Hamburg
- 1974: Ausstellung, Nissenhaus, Husum

Postum
- 1976: Ausstellung mit Werken von Tom Hops und Friedrich Wield, Kunsthaus Hamburg[21]
- 1983: Galerie Mohr, Ahrensburg
- 1985: Tom Hops, Gemälde, Aquarelle und Grafik aus dem Nachlass, aus Hamburger Privatsammlungen und dem Besitz des Altonaer Museums, Hamburgische Landesbank
- 1987: Rathaus, Schenefeld
- 1988: Galerie Sebastian Drum, Schleswig

Gemeinschaftsausstellungen
- 1937: Frühjahrs-Ausstellung Hamburger Künstler, Hamburger Kunsthalle
- 1937: Hamburger Maler auf Reisen, Hamburger Kunsthalle
- 1937: Erde, Mensch und Arbeit, Hamburger Kunsthalle – Dabei Ölgemälde Buhnen am Meer von 1937[22]
- 1938–1939: Hamburger Künstler, Kunstverein in Hamburg, Hamburger Kunsthalle[23] – Ölgemälde: Hohe Trauern, Venedig, Brandung mit grauem Himmel, Brandung mit Kliff. Aquarelle: Gebirgssee, Gardasee, Watt Munkmarsch, Vorgebirge im Mittelmeer[24]
- 1939: Deutsche Malerei und Plastik der Gegenwart, Kunstverein in Hamburg – Zwei Ölgemälde[25]
- 1939: Der Hamburger Hafen, Kunstverein in Hamburg, Hamburger Kunsthalle
- 1939: Freude am Aquarell, Hamburger Bücherstube der Deutschen Buch-Gemeinschaft, Paulstraße 4, Hamburg – Aquarell Flußlandschaft[26]
- 1940: Frühjahrs-Ausstellung Düsseldorf, Kunsthalle Düsseldorf
- 1940: Hamburg – Stadt, Hafen, Landschaft, Museum Folkwang, Essen und Kaiser-Wilhelm-Museum, Krefeld
- 1941: Herbstausstellung Hamburger Künstler, Kunstverein in Hamburg, Hamburger Kunsthalle – Ölgemälde: Sylter Strand, Tollerort, Am Watt. Aquarelle: Strand bei Duhnen, Kugelbarke bei Cuxhaven, Nebel an der Elbe bei Cuxhaven[27]
- 1942: Frühjahrs-Ausstellung Düsseldorf, Kunsthalle Düsseldorf
- 1942: Herbstausstellung Hamburger Künstler, Kunstverein in Hamburg, Hamburger Kunsthalle
- 1942: Hamburg in Aquarellen und Zeichnungen, Hamburger Kunsthalle
- 1943: Junge Kunst im Deutschen Reich, Künstlerhaus Wien – Ölgemälde: Hamburger Hafen, Buhnen am Meer (etwas anders als das von 1937), Steilküste, Dünen auf Sylt, Wattenmeer. Aquarelle: Cuxhaven, Auf Sylt, Bei Ebbe[28][29]
- 1946: Kunstausstellung Kampen auf Sylt, Alte Sturmhaube, mit Siegward Sprotte, Albert Aereboe, Ivo Hauptmann, Fritz Klimsch, Herbert Marxen, Franz Radziwill, Friedrich Schaper und Magnus Weidemann u. a.[30][31]
- 1947: Bilder vom Karneval, Galerie der Jugend von Gottfried Sello im Dachgeschoss des Finanzamtes in der Steinstraße, Hamburg[32][33]
- 1949: 2. Deutsche Kunstausstellung in Dresden
- 1951: Frühjahrsausstellung, Kunstverein Hannover, Künstlerhaus
- 1951: Allgemeine Hamburger Kunstausstellung, Kunstverein in Hamburg
- 1951: Moderne Bilder für moderne Büros, Galerie der Jugend von Gottfried Sello im Dachgeschoss des Finanzamtes in der Steinstraße, Hamburg[34]
- 1953: Große Jahresausstellung Hamburger Künstler in der Hamburger Kunsthalle
- 1955: Rosarium Uetersen
- 1963: Ausstellung in Salzburg
- 1964–1965: Vier Maler sehen Bremen, Focke-Museum, Bremen, mit Fritz Heidingsfeld, Anton Leidl und Bruno Müller-Linow
- 1971: Hamburger Maler sehen Hamburg, Hauptgeschäftsstelle Hamburger Sparkasse am Adolphsplatz, Hamburg

Postum
- 1981: Rund um die Alster ...im Wandel der Zeit – Ausstellung Hamburger Künstler, Ludwig-Erhard-Haus, Hamburg
- 2006: Weite und Licht – Norddeutsche Landschaften – Kunstsammlung des NDR, Marschtorzwinger, Buxtehude[35]
- 2009: Weite und Licht – Norddeutsche Landschaften – Kunstsammlung des NDR, Kunstverein Norden[36]
- 2014: Weite und Licht – Norddeutsche Landschaften – Kunstsammlung des NDR, Museum Historisches Rathaus, Mölln[37]
- 2017: Moderne europäische Druckgrafik privater Spender, Museum Rade am Schloss Reinbek, Reinbek[38]

## Werke (Auswahl)
(Höhe × Breite)
- 1936: Flensburger Förde, Lithografie, Griffelkunst-Vereinigung Hamburg-Langenhorn, 64,3 × 48,4 cm
- 1937: Buhnen an der See, (früherer Titel Buhnen am Meer) Öl auf Leinwand, 78 × 98 cm – Sammlung SAGA Unternehmensgruppe
- 1938: Landschaft in Norwegen, Aquarell, 46 × 60 cm – Sammlung SAGA Unternehmensgruppe
- 1939: Watt, Meer und Wolken, Aquarell, 45 × 62 cm – Sammlung SAGA Unternehmensgruppe
- 1939: Elbe mit Duckdalben, Aquarell, 44,5 × 62 cm – Sammlung des NDR, Sammlung Weite und Licht
- 1950: Am Ufer der Seine, Paris, Aquarell, 38 × 53 cm – Sammlung SAGA Unternehmensgruppe
- 1950: Elbe bei Nienstedten, Öl auf Leinwand, 46 × 61 cm – Sammlung des NDR, Sammlung Weite und Licht
- 1953: Blick vom südlichen Elbufer auf Hamburg, Aquarell, 45,5 × 60 cm – Sammlung SAGA Unternehmensgruppe
- 1954: Blick vom südlichen Elbufer auf Hamburg, Lithografie, 50,5 × 63,5 cm – Sammlung SAGA Unternehmensgruppe
- 1955: Blick in die Mönckebergstraße, Lithografie, 61,5 × 44 cm – Sammlung SAGA Unternehmensgruppe
- 1955: Blick auf die Turmruine der Nikolaikirche, Lithografie, 56,5 × 39 cm – Sammlung SAGA Unternehmensgruppe
- 1956: Blick aus dem Atelierfenster, Öl auf Leinwand, 26 × 64 cm – Hamburger Kunsthalle
- 1956: Blick über den Fischereihafen, Lithografie, 32,5 × 88 cm – Sammlung SAGA Unternehmensgruppe
- 1958: Pont Marie, Paris, Lithografie, Griffelkunst-Vereinigung Hamburg-Langenhorn, 47,1 × 31 cm
- 1958: Häuser in der Provence, Lithografie, Griffelkunst-Vereinigung Hamburg-Langenhorn, 46 × 31,5 cm – Pinneberg Museum (unter anderen)
- 1958: Im Hamburger Hafen, Lithografie, Griffelkunst-Vereinigung Hamburg-Langenhorn, 57 × 44,5 cm
- 1958: Binnenalster, Lithografie, Griffelkunst-Vereinigung Hamburg-Langenhorn, 48,8 × 32
- 1958: Karussell, Lithografie, Griffelkunst-Vereinigung Hamburg-Langenhorn, 31,2 × 46,7 cm
- 1962: Hamburger Hafen, bei den St. Pauli-Landungsbrücken, Öl auf Leinwand, 58,5 × 79 cm – Sammlung der BBC England (1963 Geschenk des NDR-Intendanten Gerhard Schröder)
- 1963: Kiel und die Kieler Förde, Farblithografie, 42 × 79 cm – Stadtmuseum Warleberger Hof, Kiel
- 1964: Blick über den Binnenhafen auf die Turmruine der Nikolaikirche, Lithografie, 57 × 37 cm – Sammlung SAGA Unternehmensgruppe
- 1964: Hamburger Hafen, Lithografie, 39 × 56,5 cm – Sammlung SAGA Unternehmensgruppe
- 1966: Siedlung Steenkamp, Blick vom Steenkamp in die Ebertallee, Aquarell, 32 × 47 cm – Sammlung SAGA Unternehmensgruppe
- 1967: Hafen, Farblithografie, Griffelkunst-Vereinigung Hamburg-Langenhorn, 48,7 × 36
- 1967: Siedlung Steenkamp, Reihenhäuser an der Ebertallee, Aquarell, 31 × 48,5 cm – Sammlung SAGA Unternehmensgruppe
- 1967: Siedlung Steenkamp, Blick in die Straße „Im Hag“, Aquarell, 35 × 50,5 cm – Sammlung SAGA Unternehmensgruppe
- 1969: Gaswerk Grasbrook – Bis 2003 im Besitz der Hamburger Gaswerke[39]
- 19??: Alte Häuser am Nikolai-Fleet, Lithografie, 34 × 52 cm – Sammlung SAGA Unternehmensgruppe
- 19??: Steilküste, Öl auf Leinwand, 31,5 × 59 cm – Kunsthalle Bremen[40]
- 19??: Pariser Hinterhäuser, Öl auf Leinwand, 48 × 63,3 cm – Hamburger Kunsthalle
- 19??: Blick auf die Elbe vom Süllberg, Gemälde – Sammlung Hamburger Sparkasse[41]

Kunst in öffentlichen Räumen

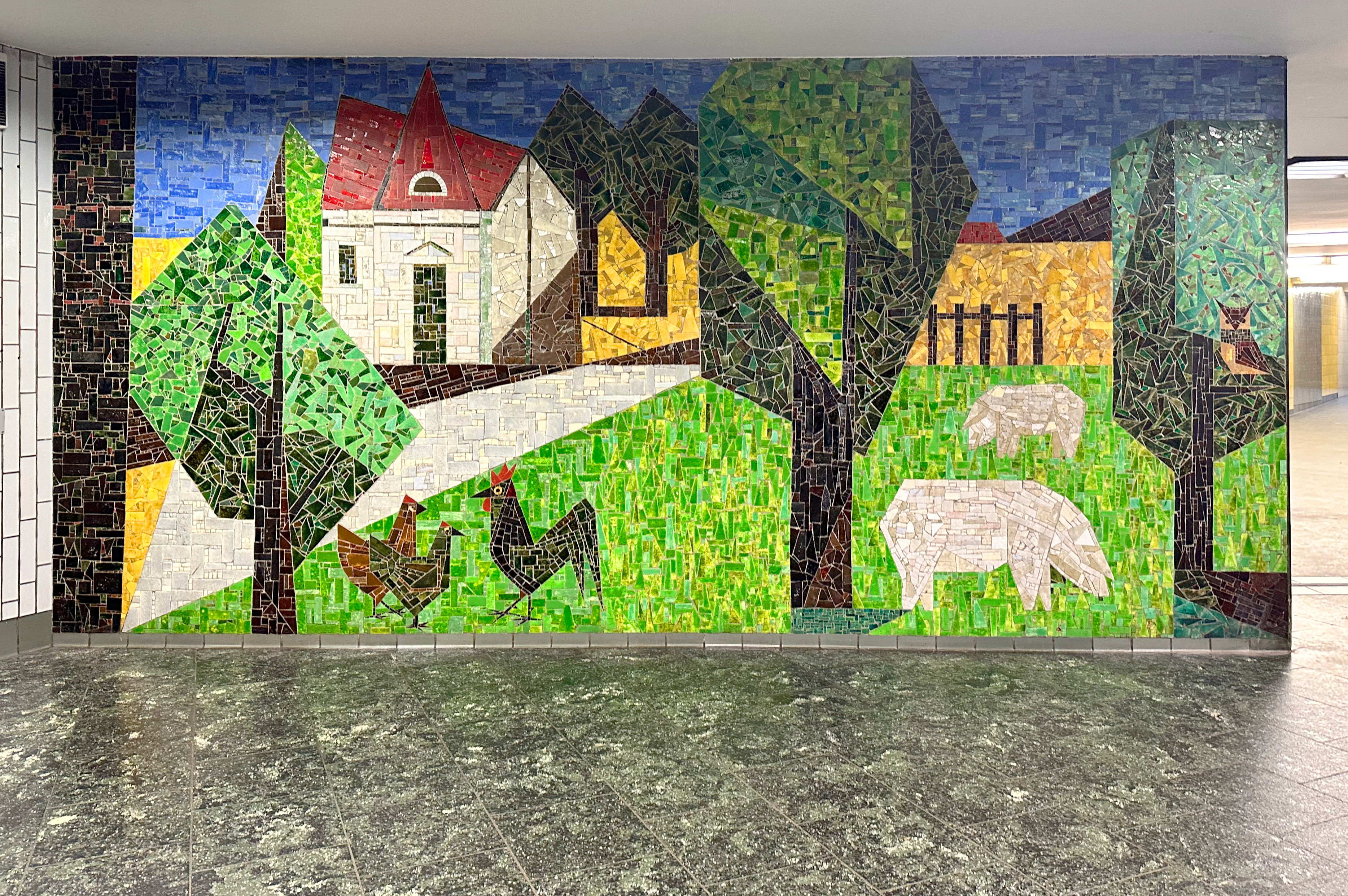
Ländliche Vorstadt (U-Bahnhof Wartenau Eingangsbereich)

- 1956: Saruskranich- und Kronenkranichpaar sowie Pfau, Wand Haupthalle gegenüber Eingang, Hochschule für Angewandte Wissenschaften Hamburg, Haus F, Berliner Tor 21, Hamburg-St. Georg
- 1957: Dreiteiliges Glasmosaikfenster, Hamburger Hafen mit Elbstrom und Blick auf das Ufer der Neustadt, jeweils 180 × 340 cm (insgesamt 540 × 340 cm), Wand zwischen Eingangs- und Haupthalle, Hochschule für Angewandte Wissenschaften Hamburg, Haus F, Berliner Tor 21, Hamburg-St. Georg[42]
- 1957:  Wasser – Erde – Luft, 3 Wandbilder, Schule Uferstraße 9, Treppenhaus, Hamburg-Barmbek-Süd
- 1958: Wandbild, 950 × 320 cm, in der Pausenhalle der Beruflichen Medienschule Eulenkamp 46, in Hamburg-Dulsberg. 2014 wurde die Schule abgerissen, um Platz für ein Neubau zu machen. Ob das Wandbild gerettet wurde, ist fraglich.
- 1959: Tiermotive in der Eingangshalle des Kindergartens Wrangelstraße 83 (ehemaliges Kinderheim), Hamburg-Hoheluft-West
- 1958: Seezeichen,
- 1960: Drei Wandbilder: Erdgeschoss inzwischen verdeckt, 1. Obergeschoss Stadt, 2. Obergeschoss Schifffahrt, Klassenkreuz (Kreuzbau), Treppenhaus, Grundschule Eckerkoppel-Tonndorf, Berner Heerweg 99, Hamburg-Farmsen-Berne
- 1961: Ländliche Vorstadt, U-Bahnhof Wartenau, westlicher Eingangsbereich, Wartenau / Wandsbeker Chaussee, Hamburg-Eilbek
- 1962: Wandbilder zu Finkenwerder, dreiteilig: Erdgeschoss Technisiertes Finkenwerder, 1. Obergeschoss Erwerbszweig Fischerei, 2. Obergeschoss Ländliches altes Finkenwerder, Treppenhaus Westerschule Finkenwerder, Landscheideweg 180, Hamburg-Finkenwerder
- 1962: Eichwesen, Eichdirektion, Eichamt Treppenhaus, Erdgeschoss, Nordkanalstraße 50, Wandalenweg, Hamburg-Hammerbrook
- Um 1965: Kachelstele in einem kleinen Innenhof im Röntgeninstitut des Krankenhauses Barmbek, heute Asklepios Klinik Barmbek. Während des Umzuges in einen Neubau wurde die Stele aus Kostengründen nicht in den Neubau versetzt, sondern abgerissen.[43]
- 1971: Keramikmosaik – Sitzungssaal, Bezirk Hamburg-Nord, Tangstedter Landstraße 6, Hamburg-Langenhorn (ab 2017, vorher im ehemaligen Ortsamt Hamburg-Fuhlsbüttel, Hummelsbütteler Landstraße 46)